# El Pescallunes
El Pescallunes és una obra d'art feta per Modest Cuixart el 1949 i que actualment forma part de la col·lecció permanent del MACBA, procedent del Fons d'Art de la Generalitat de Catalunya. Antiga Col·lecció Salvador Riera.

## Descripció
El Pescallunes és un quadre dividit en dues zones. A la superior hi apareix un paisatges d'atmosfera gòtica i espectral on alternen sinuosos contorns de muntanyes i cels saturats d'un color llis però força viu. La influència de Paul Klee hi resulta evident, mentre que el tractament lineal de les formes, sobretot als rostres i els objectes, recorda la tècnica emprada pels miniaturistes. A la part inferior es mostra un barquer que apunta un retrat situat a la riba, delimitada per contorns plens d'angles, donant suport al paral·lelisme amb les línies del vaixell, la fletxa que porta a proa i el turó costaner. Els colors que més predominen són el vermell i el blau, que amb el seu contrast accentuen l'ambientació onírica de la pintura.

## Anàlisi
Aquesta obra presenta alguns dels trets més típics de l'estil de Cuixart. D'aquesta manera, el rostre amb forma de cor de la figura femenina, tancat en una mena de capella, es presenta com una sublimació de l'amor mental, cap al qual adreça la seva única fletxa el personatge de la barca. Aquest sembla inspirat en Caront, de la mitologia grega, que acompanya (i segons alguns relats, pescava) les ànimes que havien passat l'Estígia o el riu de l'oblit.
L'obra és una mostra de la influència del Mar Mediterrani en l'obra de Cuixart.

## Exposicions rellevants
- 1996 - Ajuntament de Palafrugell.[5]

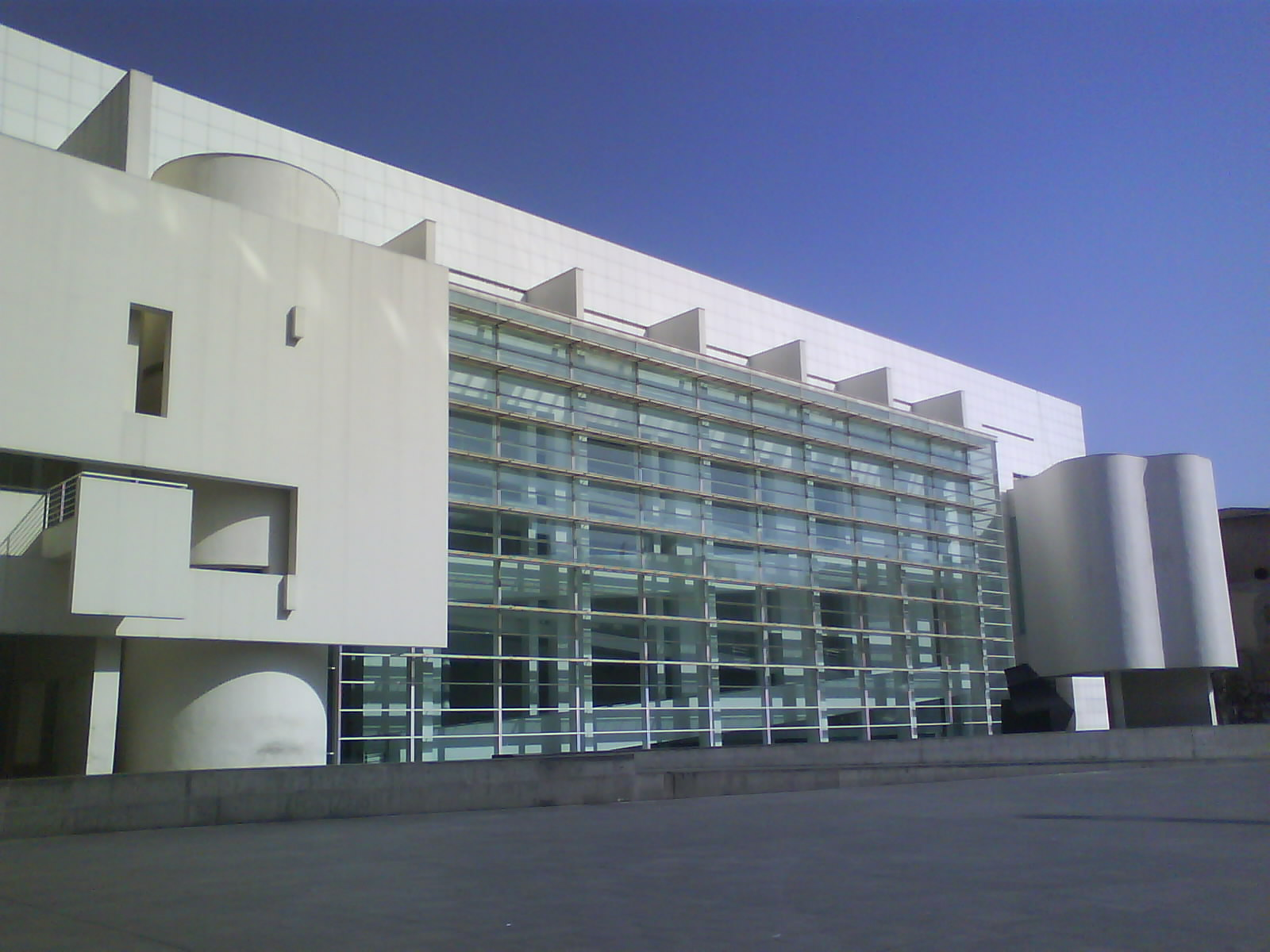
El Museu d'Art Contemporani de Barcelona, on es conserva l'obra

- 2007 - 6 de març de 2007- 2 de juliol de 2007 - Fundació Francesc Godia
- 2007 - 7 de juliol al 4 de novembre - Fondation Maeght
- 2010 - 1 de juny 2010 al 31 d'octubre - Musée de Gajac
- 2012 - 31 de gener al 2 de setembre Museu Guggenheim Bilbao.[2]